# رود تویما
رود تویما (انگلیسی: Toyma) یک رودخانه در استان تاتارستان کشور روسیه است.